# Krvara
Krvara (lat. Sanguisorba), rod dvosupnica iz porodice ružovki. Rasprostranjena je po Euroaziji, Sjevernoj Americi i sjevernoj Africi.
Postoji, po nekima 17, po drugima 30 priznatih vrsta, od kojih u Hrvatskoj rastu ljekovita krvara, dok Mala krvara), po drugim autorima pripada rodu Poterium.

## Vrste
Prinzate vrste:
1. Sanguisorba albanica András. & Jáv.
2. Sanguisorba albiflora (Makino) Makino
3. Sanguisorba alpina Bunge
4. Sanguisorba ancistroides (Desf.) Ces.
5. Sanguisorba annua (Nutt. ex Hook.) Torr. & A.Gray
6. Sanguisorba applanata T.T.Yu & C.L.Li
7. Sanguisorba armena Boiss.
8. Sanguisorba azovtsevii Krasnob. & Pshenich.
9. Sanguisorba canadensis L.
10. Sanguisorba cretica Hayek
11. Sanguisorba diandra (Hook.f.) Nordborg
12. Sanguisorba dodecandra Moretti
13. Sanguisorba durui Yild.
14. Sanguisorba filiformis (Hook.f.) Hand.-Mazz.
15. Sanguisorba hakusanensis Makino
16. Sanguisorba hybrida (L.) Font Quer
17. Sanguisorba indica (Gardner) Tirveng.
18. Sanguisorba japonensis (Makino) Kudô
19. Sanguisorba × kishinamii Honda
20. Sanguisorba lateriflora (Coss.) A.Braun & C.D.Bouché
21. Sanguisorba longifolia Bertol.
22. Sanguisorba magnifica I.Schischk. & Kom.
23. Sanguisorba mauritanica Desf.
24. Sanguisorba megacarpa (Lowe) Muñoz Garm. & C.Navarro
25. Sanguisorba menendezii (Svent.) Nordborg
26. Sanguisorba minor Scop.
27. Sanguisorba obtusa Maxim.
28. Sanguisorba occidentalis Nutt.
29. Sanguisorba officinalis L.
30. Sanguisorba × poroshirensis S.Watan.
31. Sanguisorba × pseudo-officinalis Naruh.
32. Sanguisorba riparia Juz.
33. Sanguisorba rupicola (Boiss. & Reut.) A.Braun & C.D.Bouché
34. Sanguisorba sirnakia Yild.
35. Sanguisorba stipulata Raf.
36. Sanguisorba × takahashihideoi Naruh.
37. Sanguisorba tenuifolia Fisch. ex Link

## Sinonimi
- Pimpinella Seguier; Pl. Veron. 3: 61 (1754)